# Шардонемь
Ша́рдонемь — деревня в Пинежском районе Архангельской области. Входит в состав Карпогорского сельского поселения.

## География
Находится в 15 километрах от центра сельского поселения — села Карпогоры, на живописном берегу реки Пинега и рядом с устьем реки Шарда (от которой и пошло название деревни).

## История
Время образования Шардонемского прихода достоверно неизвестно, но из актов от 1636, 1639, 1677 годов и из челобитной от 1633 года на владение озером Аказеро и сенным покосом в 1 десятину на р. Юле видно, что приход существовал уже к 1633 году. Жителей к 1 января 1895 года состояло: 425 мужчин и 401 женщина, из коих на выселках (Юрасском в 80 верстах и Урском в 150 верстах от Шардонеми) 32 человека.

## Рождественская церковь
Время образования церкви достоверно не известно. Но из архивных церковных документов видно, что она существовала уже в 1633 году. В 1792 году церковь, неизвестно кем и когда построенная, сгорела вместе с имуществом и архивом. После этого пожара построена была новая церковь с двумя престолами - главным Христорождественским и придельным Никольским, освященными в 1797 году. Эта церковь существовала более 80 лет и за ветхостью была разобрана. Вместо разобранной, в 1882 году построена нынешняя церковь: с теми же двумя престолами, тёплая, одноглавая, крестообразная. В 1891 году обшитая тёсом и окрашенная на средства святого Иоанна Кронштадтского. Само здание храма и иконостасы устроены на средства Веркольского монастыря. Колокола церкви до 1855 года висели на шести столбах. Но в 1855 году построена была первая восьмиугольная колокольня на средства прихожан. От слабого грунта и непрочного деревянного фундамента она покривилась, поэтому в 1892 году она была перенесена на новое место на запад от церкви (на этом месте сейчас здание старой начальной школы). Произведён ремонт на деньги, пожертвованные крестьянином Тюлевым и протоиереем Иоанном Кронштадтским: заменена крыша. Стены обшиты досками и выкрашены белой краской.
В 1871 году при церкви находилось сельское училище, в котором обучались дети из соседнего Чухченемского прихода (за рекой). Учащихся в 1894\95 учебном году было 33 мальчика и 9 девочек.

## Население
| 2002 | 2010 | 2012 |
| ---- | ---- | ---- |
| 472  | ↘366 | ↗462 |

## История борьбы с борщевиком Сосновского
Инициатива возникла в 2019 году, когда борщевик вырос недалеко от реки Пинега. Отцвети он и сбрось семена, произошла бы самая настоящая экологическая катастрофа. Всхожесть у семян до 15 лет. С весенним паводком семена переместились бы вниз по течению, а через несколько лет борщевик захватил бы все Пинежское побережье. Опасность борщевика Сосновского не только в том, что он разрушает экосистему и вытесняет местные виды растений, но и в его обжигающих свойствах (сок содержит фуранокумарины). 
Активные жители деревни ведут борьбу с инвазивным растением - борщевиком Сосновского, площадь заражения составляет 6,5 гектара, это территория фермы, пилорамы и территория вокруг пилорамы, массово произрастает на территории, где раньше находились заброшенные силосные ямы, на обочине дороги при въезде в деревню, на клокаре. Множество очагов заражения присутствует на сенокосных полях. Единично растение встречается на свалке, вдоль дороги к магазину ПО «Карпогорское». Семена разносятся на колесах автомобиля, прилипают к подошве сапог, лап животных. Растение начинает пробиваться на огороды и участки жителей деревни. Бесконтрольному распространению борщевика способствовал развал сельского и лесного хозяйства, произошедший в девяностые годы.

## Карты
- Лист карты Q-38-137,138 Карпогоры. Масштаб: 1 : 100 000. Указать дату выпуска/состояния местности.